# المجران (أنامر أعلى)

تعديل مصدري - تعديل

المجران محلة تابعة لقرية سموع العليا، التابعة لعزلة أنامر أعلى بمديرية جبلة إحدى مديريات محافظة إب في الجمهورية اليمنية، بلغ تعداد سكانها 33 حسب تعداد اليمن لعام 2004.